# Anomie

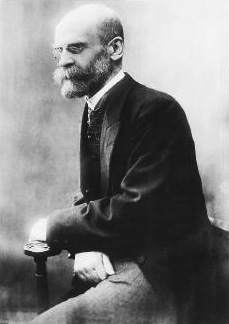
Émile Durkheim

Anomie houdt een gemoedstoestand van individuen in, die gekenmerkt wordt door afwezigheid of afwijzen van standaarden of waarden. Het wordt ook beschouwd als sociale stoornis. In de internationale betrekkingen staat anomie voor een internationaal systeem zonder regels of normen.
Anomie als een sociale stoornis moet niet verward worden met anarchie. Het woord anarchie betekent gebrek aan regelaars, hiërarchie en bevel, waar anomie gebrek aan regels, structuur en organisatie beschrijft. Veel voorvechters van anarchisme beweren dat anarchie niet noodzakelijkerwijs leidt tot anomie, hoewel sommigen zeggen dat hiërarchische bevelen juist wetteloosheid in de hand werken, in plaats van rechtvaardig gedrag te stimuleren.

## Naamgeving
Het woord anomie is afgeleid van de Oudgriekse woorden a- ("zonder") en nomos ("wet"). De oude Grieken maakten onderscheid tussen "nomos" (νόμος) (wet), en "archè" (ἀρχή) (uitgangspunt, axioma, principe).

## Sociologie
De negentiende-eeuwse Franse pionier op het gebied van sociologie, Émile Durkheim gebruikte dit woord in zijn boek Suicide uit 1897, waar hij de oorzaken van zelfmoord uiteenzette. Hij gebruikte anomie als term om een toestand aan te duiden die op normloosheid zou berusten. Dit zou volgens Durkheim leiden tot gevoelens van buitensluiten en doelloosheid. Hij geloofde dat anomie het resultaat was van verandering van solidariteit in een gemeenschap die significante veranderingen in economische rijkdom had ondergaan, of deze nu ten goede kwamen aan het individu in kwestie of niet. Waar aanvankelijk sprake was van een mechanische solidariteit ging dit door het industrialisatieproces over in een organische solidariteit.
Bij mechanische solidariteit is sprake van gelijkheid in een maatschappij met weinig sociale differentiatie waar dezelfde normen en waarden gevolgd worden en vanuit een collectief bewustzijn sprake is van een sterke sociale pressie tot conformisme.

Organische solidariteit ontstaat juist bij toenemende sociale differentiatie, wat het geval is bij arbeidsverdeling en specialisatie. Door de onderlinge afhankelijkheid en het besef dat de verschillende functies elkaar aanvullen ontstaat een nieuwe solidariteit, waarbij de sociale pressie afneemt. De maatschappij wordt nu niet mechanisch, maar organisch bij elkaar gehouden.

Bij een te snelle overgang kan echter de nieuwe ordening van functies, normen en waarden onvoldoende voltooid zijn, waardoor een bepaalde mate van anomie optreedt.
Ook zag hij een discrepantie tussen de ideologische theorieën en waarden en de haalbaarheid daarvan in het dagelijks leven, een vorm van cognitieve dissonantie. 
Volgens Durkheim bevorderden traditionele religies de basis voor de gemeenschappelijke waarden die het anomische individu zou missen. Bovendien betoogde hij dat de arbeidsverhoudingen zoals die zich hadden gemanifesteerd in het economisch leven van na de industriële revolutie individuen ertoe aanzetten egoïstische waarden na te streven in plaats van het zoeken naar het grotere goed van een gemeenschap.
Het anomiebegrip van Durkheim werd veel gebruikt en uitgewerkt door Robert K. Merton in zijn anomietheorie.